# Masfjordtunnel
Der Masfjordtunnel ist ein einröhriger Straßentunnel zwischen Storevatnet und Matre in der Kommune Masfjorden in der Provinz Vestland in Norwegen. Der Tunnel im Verlauf des Europastraße 39 ist 4110 m lang. Er ersetzte einen schmalen und kurvenreichen Abschnitt der Straße.